# 티엔타인
티엔타인(베트남어: Thiên Thành / 天成 천성 / 1028년 3월 ~ 1034년 4월)은 베트남 리 왕조(李朝) 태종(太宗) 리펏마(李佛瑪)의 첫번째 연호이다.

## 개원
- 투언티엔(順天) 19년 3월 4일[1](1028년 4월 1일)에 연호를 티엔타인(天成)으로 개원함.[2][3][4]

- 티엔타인(天成) 7년(1034년) 4월에 연호를 통투이(通瑞)로 개원함.[2][3]

## 연대 대조표
| 티엔타인   | 원년       | 2년        | 3년        | 4년        | 5년        | 6년        | 7년        |
| 서기(西紀) | 1028년     | 1029년     | 1030년     | 1031년     | 1032년     | 1033년     | 1034년     |
| 간지(干支) | 무진(戊辰) | 기사(己巳) | 경오(庚午) | 신미(辛未) | 임신(壬申) | 계유(癸酉) | 갑술(甲戌) |

## 동시대 연호

### 중국
북송(北宋)
- 천성(天聖) (1023년 ~ 1032년)
- 명도(明道) (1032년 ~ 1033년)
- 경우(景祐) (1034년 ~ 1038년)

요(遼)
- 태평(太平) (1021년 ~ 1031년)
- 경복(景福) (1031년 ~ 1032년)
- 중희(重熙) (1032년 ~ 1055년)

대리국(大理國)
- 정치(正治) (1027년 ~ 1041년)

서하(西夏)
- 현도(顯道) (1032년 ~ 1034년)

### 일본
- 만주(万寿) (1024년 ~ 1028년)
- 조겐(長元) (1028년 ~ 1037년)